# Laurence Olivier Awards 1991
Die 15. Laurence Olivier Awards 1991 wurden von der Society of London Theatre vergeben, um herausragende Theater- und Musicalproduktionen zu würdigen. Ausgezeichnet wurden Produktionen der Theatersaison 1990/91.

## Hintergrund
Der Laurence Olivier Award (auch Olivier Award) ist ein seit 1976 jährlich vergebener britischer Theater- und Musicalpreis. Er gilt als höchste Auszeichnung im britischen Theater und ist vergleichbar mit dem Tony Award am amerikanischen Broadway. Verliehen wird die Auszeichnung von der Society of London Theatre. Ausgezeichnet werden herausragende Darsteller und Produktionen einer Theatersaison, die im Londoner West End zu sehen waren. Die Auszeichnungen hießen zunächst Society of West End Theatre Awards und wurden 1985 zu Ehren des renommierten britischen Schauspielers Laurence Olivier in Laurence Olivier Awards umbenannt. Die Nominierten und Gewinner der Laurence Olivier Awards „werden jedes Jahr von einer Gruppe angesehener Theaterfachleute, Theaterkoryphäen und Mitgliedern des Publikums ausgewählt, die wegen ihrer Leidenschaft für das Londoner Theater“ bekannt sind.

## Gewinner und Nominierte
| Bestes neues Theaterstück | Bestes neues Musical |
| --- | --- |
| - Dancing at Lughnasa von Brian Friel – National Theatre Lyttelton - Singer von Peter Flannery – Royal Shakespeare Company im Barbican Centre / Pit - The Trackers of Oxyrhynchus von Tony Harrison – National Theatre Olivier - White Chameleon von Christopher Hampton – National Theatre Cottesloe | - Sunday in the Park with George – National Theatre Lyttelton - Into the Woods – Phoenix Theatre |
| Beste Wiederaufnahme Theaterstück | Beste Wiederaufnahme Musical |
| - Pericles – Royal Shakespeare Company im Barbican Centre / Pit - Accidental Death of an Anarchist – National Theatre Cottesloe - Kean – Old Vic Theatre - The Wild Duck – Phoenix Theatre | - Show Boat – London Palladium - The Fantasticks – Regent’s Park Open Air - The Rocky Horror Show – Piccadilly Theatre |
| Beste neue Comedy | Beste Familienshow |
| - Out of Order von Ray Cooney – Shaftesbury Theatre - Gasping von Ben Elton – Theatre Royal Haymarket | - Five Guys Named Moe – Lyric Theatre - An Evening with Peter Ustinov – Theatre Royal Haymarket - Victoria Wood up West – Strand Theatre |
| Bester Darsteller Theaterstück | Beste Darstellerin Theaterstück |
| - Ian McKellen als Richard in Richard III. – National Theatre Lyttelton - Richard Harris als Heinrich IV. in Henry IV – Wyndham’s Theatre - John Malkovich als Pale in Burn This – Lyric Theatre - Warren Mitchell als Max in The Homecoming – Comedy Theatre | - Kathryn Hunter als Claire Zachanassian in The Visit – National Theatre Lyttelton - Penny Downie als Marianne in Scenes from a Marriage – Wyndham’s Theatre - Barbara Jefford als Volumnia in Coriolanus – Royal Shakespeare Company im Barbican Centre - Josette Simon als Maggie in After the Fall – National Theatre Lyttelton |
| Bester Darsteller Musical | Beste Darstellerin Musical |
| - Philip Quast als Georges Seurat und George in Sunday in the Park with George – National Theatre Lyttelton - Ian Bartholomew als The Baker in Into the Woods – Phoenix Theatre - Bruce Hubbard als Joe in Show Boat – London Palladium - Paul J Medford als Little Moe in Five Guys Named Moe – Lyric Theatre | - Imelda Staunton als The Baker’s Wife in Into the Woods – Phoenix Theatre - Sally Burgess als Julie Dozier/Julie La Verne in Show Boat – London Palladium - Maria Friedman als Dot und Marie in Sunday in the Park with George – National Theatre Lyttelton - Julia McKenzie als The Witch in Into the Woods – Phoenix Theatre |
| Beste Comedy-Darbietung | |
| - Alan Cumming als The Madman in Accidental Death of an Anarchist – National Theatre Cottesloe - Richard Briers als Rat in The Wind in the Willows – National Theatre Olivier - Griff Rhys Jones als Mr. Toad in The Wind in the Willows – National Theatre Olivier - Joseph Maher als Dr. Rance in What the Butler Saw – Wyndham’s Theatre | |
| Bester Nebendarsteller | Beste Nebendarstellerin |
| - David Bradley als The Fool in King Lear – National Theatre Lyttelton - Ben Daniels als Richard Loeb in Never the Sinner – Playhouse Theatre - Mick Ford als Stefan in Singer – Royal Shakespeare Company im Barbican Centre - Jonathan Kent als Hero in The Rehearsal – Garrick Theatre | - Sara Crowe als Sybil in Private Lives – National Theatre Lyttelton - Maria Miles als Hedvig Ekdal in The Wild Duck – Phoenix Theatre - Anita Reeves als Maggie in Dancing at Lughnasa – National Theatre Lyttelton - Zoë Wanamaker als Elizabeth Proctor in The Crucible – National Theatre Olivier |
| Beste Nebenrolle Musical | |
| - Karla Burns als Queenie in Show Boat – London Palladium - Sandra Browne als Lady Thiang in The King and I – Sadler’s Wells Theatre - Clive Carter als Cinderella’s Prince und Wolf in Into the Woods – Phoenix Theatre | |
| Bester Regisseur Theaterstück | Bester Regisseur Musical |
| - David Thacker für Pericles – Royal Shakespeare Company im Barbican Centre / Pit - Richard Eyre für Richard III – National Theatre Lyttelton und White Chameleon – National Theatre Cottesloe - Nicholas Hytner für The Wind in the Willows – National Theatre Olivier - Patrick Mason für Dancing at Lughnasa – National Theatre Lyttelton | - Richard Jones für Into the Woods – Phoenix Theatre - Charles Augins für Five Guys Named Moe – Lyric Theatre - Ian Judge für Show Boat – London Palladium - Steven Pimlott für Sunday in the Park with George – National Theatre Lyttelton |
| Bester Choreograph | |
| - Charles Augins für Five Guys Named Moe – Lyric Theatre - Terry John Bates für Dancing at Lughnasa – National Theatre Lyttelton - Lawrence Evans für The Trackers of Oxyrhynchus – National Theatre Olivier | |
| Bestes Bühnenbild | Bestes Kostümdesign |
| - Mark Thompson für The Wind in the Willows – National Theatre Olivier - Tom Cairns für Sunday in the Park with George – National Theatre Lyttelton - William Dudley für Marya – Old Vic Theatre - Nigel Lowery for The Illusion – Old Vic Theatre | - Jasper Conran für The Rehearsal – Garrick Theatre - Sue Blane für Into the Woods – Phoenix Theatre - Tom Cairns für Sunday in the Park with George – National Theatre Lyttelton - Mark Thompson für The Wind in the Willows – National Theatre Olivier |
| Bestes Lichtdesign | |
| - Jean Kalman für Richard III – National Theatre Lyttelton und White Chameleon – National Theatre Cottesloe - Alan Burrett für Three Sisters – Royal Court Theatre - Pat Collins für The Illusion – Old Vic Theatre - Paul Pyant für The Wind in the Willows – National Theatre Olivier | |
| Herausragende Leistungen Ballett | Herausragende Leistungen Oper |
| - Twyla Tharp für die Choreographie und Jennifer Tipton für die Beleuchtung in In the Upper Room, American Ballet Theatre – London Coliseum - Darcey Bussell in Stravinsky Violin Concerto und Winter Dreams, The Royal Ballet – Royal Opera House - Kenneth MacMillan für die Choreographie von Winter Dreams, The Royal Ballet – Royal Opera House - Mark Morris für die Choreographie von Drink to Me Only with Thine Eyes, American Ballet Theatre – London Coliseum - Phoenix Dance Company für ihre Ballettsaison – Sadler’s Wells Theatre - Siobhan Davies Dance Company für ihre Ballettsaison – Sadler’s Wells Theatre | - Mark Elder als Dirigent von Herzog Blaubarts Burg, Macbeth, Pelléas and Mélisande und Wozzeck, English National Opera – London Coliseum - Tim Albery als Dirigent von Les Troyens, Scottish Opera – Royal Opera House - Herzog Blaubarts Burg von English National Opera – London Coliseum - Greek von English National Opera – London Coliseum - Éva Marton in Elektra, The Royal Opera – Royal Opera House - Das schlaue Füchslein von The Royal Opera – Royal Opera House |
| Herausragende Leistungen | |
| - Cameron Mackintosh für kreative Beiträge zum West End Theater, großzügige Spenden an die University of Oxford (für eine Gastprofessur für Schauspiel), das Royal National Theatre (für die Aufführung hervorragender Musicals) und das Tricycle Theatre - Betrayal, The Rehearsal und Volpone – Almeida Theatre - Field Day Theatre Company für 10 Jahre Erfolg bei der Präsentation irischer Dramen über alle Grenzen hinweg - Robert Lepage für das Drehbuch zu Tectonic Plates, Théâtre Repère – National Theatre Cottesloe                                                                                                | |

## Sonderpreise
| Kategorie                         | Preisträger    |
| --------------------------------- | -------------- |
| Sonderpreis der Society of London | Peggy Ashcroft |

## Statistik

### Mehrfache Nominierungen
- 7 Nominierungen: Into the Woods
- 6 Nominierungen: Sunday in the Park with George und The Wind in the Willows
- 5 Nominierungen: Show Boat
- 4 Nominierungen: Dancing at Lughnasa und Five Guys Named Moe
- 3 Nominierungen: Richard III, The Rehearsal und White Chameleon
- 2 Nominierungen: Accidental Death of an Anarchist, Duke Bluebeard’s Castle, Pericles, Singer, The Illusion, The Trackers of Oxyrhynchus, The Wild Duck und Winter Dreams

### Mehrfache Gewinne
- 2 Gewinne: Five Guys Named Moe, Into the Woods, Pericles, Richard III, Show Boat und Sunday in the Park with George